# Gerardo Machado
Gerardo Machado y Morales (28. září 1871 Camajuaní – 29. března 1939 Miami Beach) byl kubánský politik a vojevůdce.
Pocházel z rodiny drobných statkářů, bojoval ve válce za nezávislost a dosáhl hodnosti brigádního generála. Po válce se věnoval pěstování cukrové třtiny, vedl také kubánskou pobočku firmy General Electric.
Do politiky vstoupil jako stoupenec Liberální strany, byl starostou města Santa Clara, generálním inspektorem armády a ministrem vnitra. V roce 1925 byl hladce zvolen prezidentem díky autoritě hrdiny osvobozeneckého boje a úspěšného manažera, podpoře dosavadního prezidenta Alfreda Zayase a slibům na modernizaci ekonomiky. Proti nezaměstnanosti bojoval programem veřejných prací, v jehož rámci byla také vybudována nová budova parlamentu El Capitolio. Postupně se však stal nepopulárním pro tvrdé prosazování hospodářských zájmů USA a rostly jeho autoritářské tendence, které mu vynesly přezdívku „tropický Mussolini“. V roce 1927 změnil ústavu, aby si zajistil setrvání ve funkci, a posílil pravomoci prezidenta. To vedlo k řadě protestů, na něž Machado reagoval brutálními represemi vůči opozici, poté nastalo období nestability a ekonomického úpadku země.
Po nástupu Franklina Delano Roosevelta do funkce ztratil Machado podporu Spojených států a v srpnu 1933 proběhl převrat, po němž se stal hlavou státu Carlos Manuel de Céspedes y Quesada. Machado odešel do exilu na Floridu, kde také zemřel.